# Света Богородица (арменска църква в Солун)
„Света Богородица“ (на арменски: Սուրբ Աստվածածին, Сурп Аствадзадзин) е арменска църква в македонския град Солун, Гърция, част от Гръцката епархия на Киликийския католикосат.

## История
В 1884 година арменската общност в Солун, която дотогава задоволява религиозните си нужди в православнните църкви, започва кампания за събиране на средства в града и от чужбина за построяване на собствена църква. В 1902 година тя успява да закупи подходящ парцел за построяване на църква, училище и къща за свещеника на улица „Диалетис“ № 4. Храмът е завършен за по-малко от година, което е отразено в арменския надпис над вратата гласящ: „Тази църква е издигната в името на Светата Дева с подкрепата на общността в Солун на 16 ноември 1903 година от Христа, а по арменския календар 1352“.
В двора на църквата В двора на църквата е изградено и училище, което започва да функционира през 1909 година с 18 ученици. Училищната сграда опира до стената на храма и е двуетажна. През 1975 година на нейно място е построена нова църковна офисна сграда.
Църквата първоначално е в юрисдикцията а Константинополската арменска апостолическа патриаршия, която назначава енорийските свещеници от 1885 до 1922 година. След Малоазийската катастрофа, арменската църква в Гърция е прехвърлена под юрисдикцията на Ечмиадзин, а от 1957 година, солунската арменска община, заедно с останалата част на Гърция е под юрисдикцията на Киликийския католикосат с център първоначално в Киликия, а днес в Антилиас, Ливан.

## Архитектура
Храмът е проектиран от една от големите фигури в архитектурната история на Солун – италианеца Виталиано Позели. Архитектурата на храма е видимо повлияна от арменската религиозна архитектура. Църквата е малка и има три камбанарии.